# Льюистон (Миннесота)
Льюистон (англ. Lewiston) — город в округе Уинона, штат Миннесота, США. На площади 2,8 км² (2,8 км² — суша, водоёмов нет), согласно переписи 2002 года, проживают 1484 человека. Плотность населения составляет 523,5 чел./км².
- Телефонный код города — 507
- Почтовый индекс — 55952
- FIPS-код города — 27-36800[1]
- GNIS-идентификатор — 0646624[2]